# 王建国 (1959年)
王建国（1959年9月—），男，江西泰和人，中华人民共和国政治人物，曾任北京交通大学党委书记，教育部高校学生司司长，四川大学党委书记。